# Bhadohi
Bhadohi is een stad en gemeente in het district Bhadohi van de Indiase staat Uttar Pradesh.

## Demografie
Volgens de Indiase volkstelling van 2001 wonen er 74.439 mensen in Bhadohi, waarvan 53% mannelijk en 47% vrouwelijk is. De plaats heeft een alfabetiseringsgraad van 57%.